# Афоризам
Афоризам (од грчког αφοριζειν - афорисмос - дефинисати, одредити), дословно, одређење или дефиниција, је термин који се користи за описивање принципа исказаних сажето у пар речи или опште истине исказане кратком реченицом, на такав начин да једном када се чује тешко ишчили из сећања.
Битне карактеристике афоризама су: језгровитост, мисаоност, духовитост и актуелност. Представља један од најкраћих уметничких жанрова. Најчешће се везује за теме као што су политика, друштво, етика и филозофија, али и за друге области човековог стварања. Успели афоризам је онај који садржи уметничку оригиналност. Афоризам читаоце никада не оставља равнодушним и увек подстиче на размишљање о ауторовој поруци, која се обично налази у завршници исказа, некад чак и у само једној речи.
Исказујући се кроз афоризам, афористичар сваки пут ствара минијатурно, али оригинално књижевно дело, сажето на малом простору, често на неочекиван и помало парадоксалан начин. Његова „једноставност“ је само добро осмишљена маска иза које се крију бројне асоцијације.

## Историја
Термин је постао познат по збирци кратких медицинских савета под називом „Афоризми“ грчког лекара Хипократа („Хипократови афоризми“), сачувани захваљујући Александријској библиотеци,, које се може сматрати правим књижевним умећем. Мада је био познат још у античко доба, антички афоризам је био усредсређен на прагматичну страну живота, а као жанр је представљао је праву реткост. и одликовао се краткоћом форме. 
Медицинско значење афоризам је задржао све до краја 16. века, када су га шпански правник и политичар Балтазар Аламос де Бариентес и италијански историчар Филипо Кавриано употребили у значењу сажетог упутства (као савет или лек) за друштвене болести, поремећаје и противречност, који се помињу у Тацитовим делима.
Необичност термина и његова првобитна употреба вероватно су утицали на то да афоризам не буде прихваћен истом брзином и на исти начин у просвећеним европским круговима. Данашњи афоризам се одликују књижевно-филозофским вредностима. Сматра се да је савремена колевка афоризма у Немачкој (16. век) и у Француској (17. и 18. век).

## Афоризам у српском језику
У српском језику афоризам је имао другачије начине испољавања. Поистовећивао се са епиграмима, сентенцама и пословицама, односно, са мудрим изрекама, дубоким мислима о моралу, у бајкама и баснама. Афоризам се појављује тек шездесетих година 20. века, најпре као новинарски жанр. Најзначајнији утицај на развитак афоризма као писаног и говорног жанра свакако је имао Влада Булатовић Виб, а његову практичну афирмацију потпомогли су Душан Радовић и Милован Витезовић. Афоризме су објављивали: „Ошишани јеж“, „Политика експрес“, „Илустрована политика“, многи локални листови, Радио Београд, па чак и лист „Народна армија“.
Касније се појавио низ млађих стваралаца: Зоран Ранкић, Александар Чотрић, Александар Баљак, Илија Марковић, Радивоје Бојичић, Милован Вржина, Радомир Рацковић, Миодраг Павловић, Зоран Богдановић, Горна Докна, Драгутин Минић Карло, Нинус Несторовић, Митар Митровић, Милован Илић Минимакс, Миљенко Жуборски, Владимир Јовићевић Јов, Весна Денчић, Вита Теофиловић, Перица Јокић, Михајло Ћирковић и други.
У последњих неколико деценија се значајно увећао број аутора који се баве писањем афоризама. Афористичари који су своју стваралачку зрелост исказали током
последње деценије 20. века имали су „обиље материјала“ , свуда око себе. Распад државе и економска криза, из чега су произашле и све друге кризе, а пре свега криза морала. подстакли су значајну продукцију афоризама.